# 3629 Лебедінський
3629 Лебедінський (3629 Lebedinskij) — астероїд головного поясу, відкритий 21 листопада 1982 року.
Тіссеранів параметр щодо Юпітера — 3,511.